# Gare d'Ede
La gare d'Ede (en néerlandais : station Ede) est une gare ferroviaire belge de la ligne 89 de Denderleeuw à Courtrai située à Ede dans la commune d'Haaltert en région flamande dans la Province de Flandre-Orientale.
C’est une halte voyageurs de la Société nationale des chemins de fer belges (SNCB) desservie par des trains Suburbains (S).

## Situation ferroviaire
Située au point kilométrique (PK) 6,7 de la ligne 89 de Denderleeuw à Courtrai, elle est établie entre les gares ouvertes d'Haaltert et de Burst.

## Histoire
La Société des chemins de fer de l'Ouest de la Belgique met en service la ligne de Denderleeuw à Courtrai en 1868 (le 14 décembre 1868 pour la section d'Audenarde à Denderleeuw). L'exploitant privé qui en assurait l'exploitation est nationalisé pour 1871. Il n'y a à l'époque aucune gare à Ede.
Le point d'arrêt d'Eede, administré depuis la gare d'Haaltert, est mis en service le à titre d'essai 1er octobre 1894 par l’Administration des chemins de fer de l’État belge. 
Le succès venant, Eede devient une halte, le 1er mai 1901 puis une station. Un fort grand bâtiment de plan type 1893 lui est ajouté en 1910.
Elle est renommée « Ede » vers 1950.
Elle redevient un point d'arrêt et ses locaux sont prêtés à un mouvement de jeunesse.
En 2019, la commune ne désirant pas investir dans la réparation du bâtiment de 1910, choisit de demander sa démolition au profit d'une aubette et d'un parking à vélos. Le bâtiment a été détruit en mars 2019 et l'aubette construite vers 2020.
À partir de décembre 2020, Ede est aussi desservi le dimanche.

## Service des voyageurs

### Accueil
Halte SNCB, c'est un point d'arrêt non gardé (PANG), à accès libre. La traversée se fait par le passage à niveau. Il y a un parking et un parc à vélos.

Installations
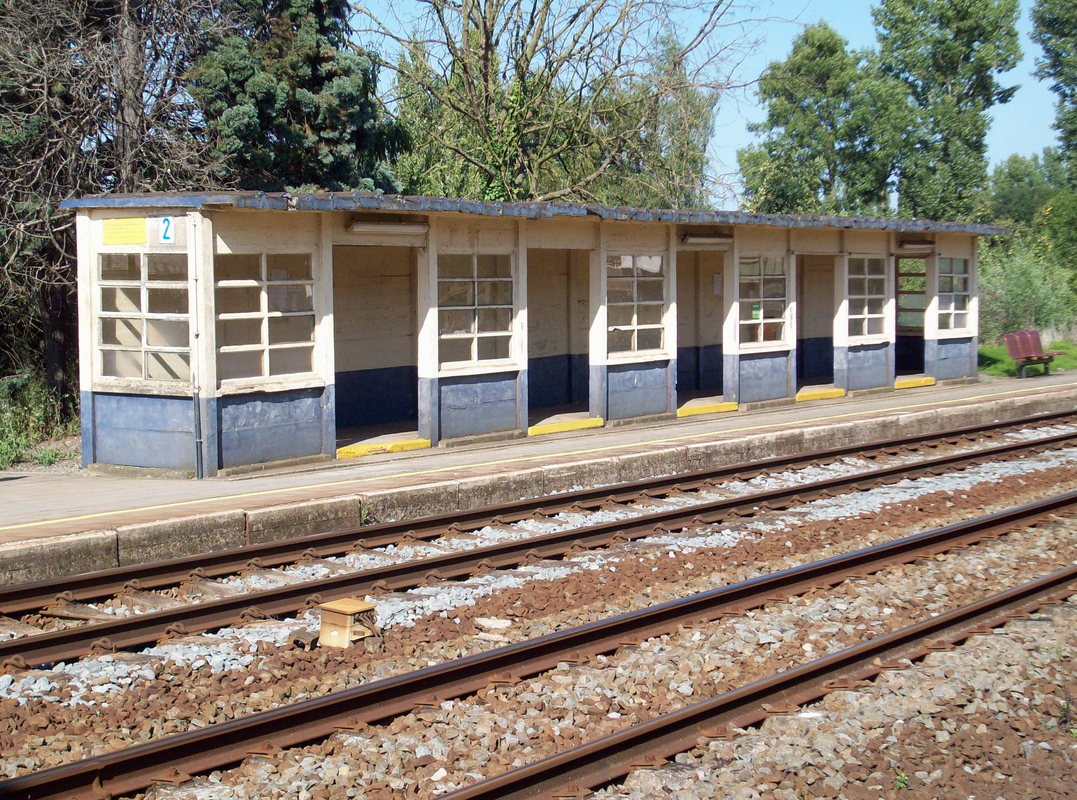
Abri (2009).
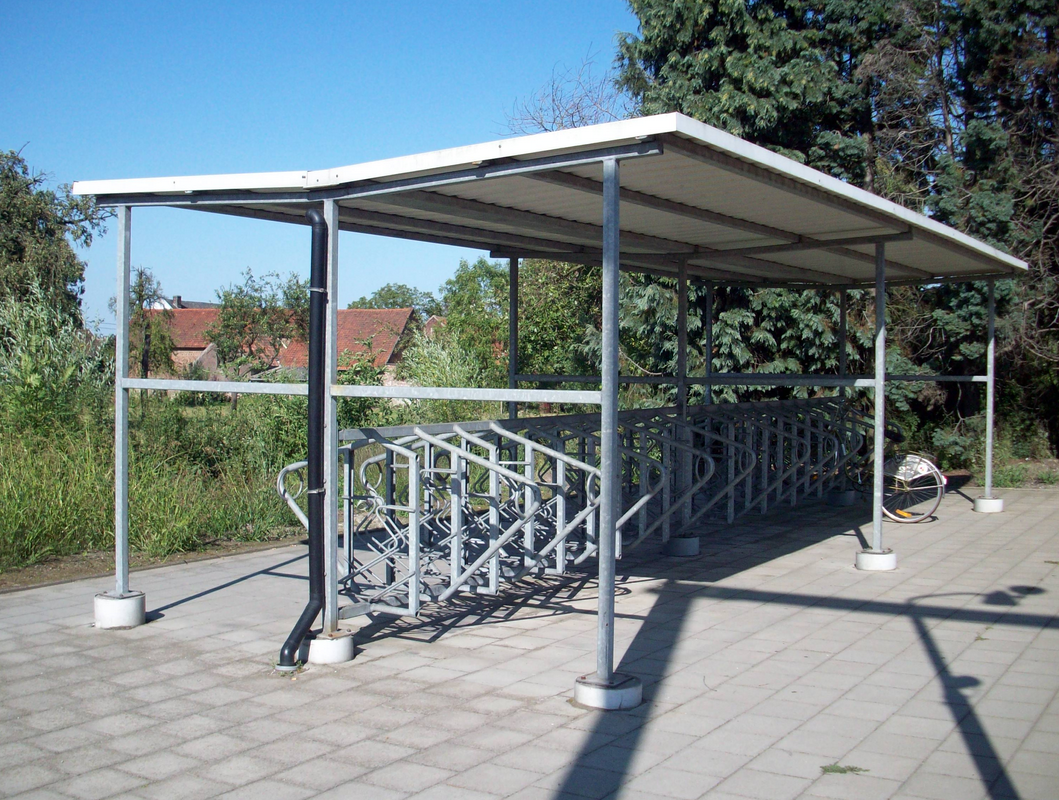
Vélos.

### Desserte
Ede est desservie par des trains Suburbains (S3, S8) de la SNCB circulant sur la ligne commerciale 89 (voir brochure SNCB).
En semaine, la desserte est constituée de trains S3 entre Zottegem et Termonde et de trains S8 entre Zottegem et Louvain-la-Neuve, via Denderleeuw et Bruxelles, le tout premier train S3 et S8 de la journée étant prolongé depuis Audenarde et le dernier S3 ayant sont terminus à Audenarde.
Les week-ends et jours fériés, Ede est seulement desservie une fois par heure par des trains S3 entre Zottegem et Schaerbeek (Bruxelles).

## Comptage voyageurs
Ce graphique et tableau montre le nombre de voyageurs embarquant en moyenne durant la semaine, le samedi et le dimanche.
| Nombre de passagers qui embarquent à la gare d'Ede | Nombre de passagers qui embarquent à la gare d'Ede | Nombre de passagers qui embarquent à la gare d'Ede | Nombre de passagers qui embarquent à la gare d'Ede |
|                                                    | Semaine                                            | Samedi                                             | Dimanche                                           |
| -------------------------------------------------- | -------------------------------------------------- | -------------------------------------------------- | -------------------------------------------------- |
| 1977                                               | 994                                                | 91                                                 | 65                                                 |
| 1978                                               | 871                                                | 37                                                 | 34                                                 |
| 1979                                               | 1 042                                              | 114                                                | 42                                                 |
| 1980                                               | 774                                                | 68                                                 | 18                                                 |
| 1981                                               | 819                                                | 61                                                 | 39                                                 |
| 1982                                               | 815                                                | 57                                                 | 55                                                 |
| 1983                                               | 768                                                | 52                                                 | 47                                                 |
| 1984                                               | 825                                                | 44                                                 | 43                                                 |
| 1985                                               | 663                                                | 50                                                 | 47                                                 |
| 1986                                               | 669                                                | 39                                                 | 54                                                 |
| 1987                                               | 877                                                | 47                                                 | 46                                                 |
| 1988                                               | 730                                                | 27                                                 | 29                                                 |
| 1989                                               | 741                                                | 26                                                 | 34                                                 |
| 1990                                               | 749                                                | 19                                                 | 19                                                 |
| 1991                                               | 744                                                | 32                                                 | 20                                                 |
| 1992                                               | 719                                                | 32                                                 | 26                                                 |
| 1993                                               | 671                                                | 35                                                 | 19                                                 |
| 1994                                               | 624                                                | -                                                  | -                                                  |
| 1995                                               | 646                                                | -                                                  | -                                                  |
| 1996                                               | 776                                                | -                                                  | -                                                  |
| 1997                                               | 693                                                | -                                                  | -                                                  |
| 1998                                               | 633                                                | -                                                  | -                                                  |
| 1999                                               | 569                                                | -                                                  | -                                                  |
| 2000                                               | 613                                                | -                                                  | -                                                  |
| 2001                                               | 600                                                | -                                                  | -                                                  |
| 2002                                               | 624                                                | -                                                  | -                                                  |
| 2003                                               | 593                                                | -                                                  | -                                                  |
| 2004                                               | 556                                                | -                                                  | -                                                  |
| 2005                                               | 615                                                | -                                                  | -                                                  |
| 2006                                               | 584                                                | -                                                  | -                                                  |
| 2007                                               | 618                                                | -                                                  | -                                                  |
| 2008                                               | -                                                  | -                                                  | -                                                  |
| 2009                                               | 517                                                | -                                                  | -                                                  |
| 2010                                               | -                                                  | -                                                  | -                                                  |
| 2011                                               | -                                                  | -                                                  | -                                                  |
| 2012                                               | 474                                                | -                                                  | -                                                  |
| 2013                                               | 482                                                | -                                                  | -                                                  |
| 2014                                               | 491                                                | -                                                  | -                                                  |
| 2015                                               | 499                                                | -                                                  | -                                                  |
| 2016                                               | 538                                                | -                                                  | -                                                  |
| 2017                                               | 511                                                | -                                                  | -                                                  |
| 2018                                               | 510                                                | -                                                  | -                                                  |
| 2019                                               | 431                                                | -                                                  | -                                                  |
| 2020                                               | 207                                                | -                                                  | -                                                  |
| 2021                                               | -                                                  | -                                                  | -                                                  |
| 2022                                               | 634                                                | 145                                                | 119                                                |
| 2023                                               | 576                                                | 66                                                 | 65                                                 |
| 2024                                               | 494                                                | 170                                                | 127                                                |

## Patrimoine ferroviaire

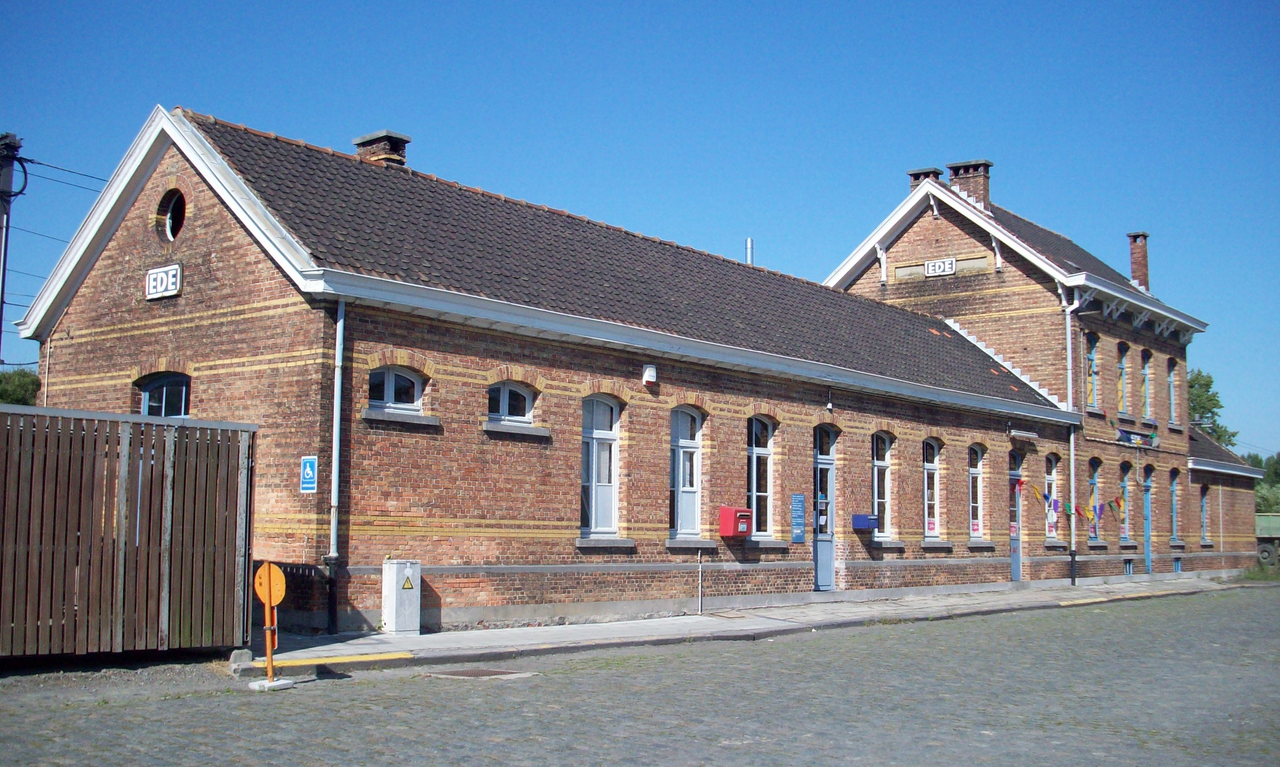
Ancien bâtiment détruit en 2019.

Bien qu'appartenant au plan type standard 1893 des gares de faible importance, le bâtiment d'Ede, parachevé en 1910 et démoli en 2019, était une variation remarquable avec une très grande aile de 11 travées (contre 6 pour la plupart des bâtiments de ce type). Seule la gare, démolie, de Masta, construite à la frontière belgo-allemande avant 1919, avait une aile plus grande (15 travées). La raison des grandes dimensions de la gare d'Ede reste à éclaircir. Elle présente quelques ressemblances avec le bâtiment de la gare d'Heizijde, légèrement plus petit et bâti en briques plus foncées.
Les haltes type 1893 ont employé une grande variété de matériaux et certaines étaient plus chichement décorées. Celle d'Ede arborait une façade de briques rouge clair, rythmée par des bandeaux de brique jaune et de pierre. La corniche du corps de logis était assez élaborée.
Le bâtiment de la gare n'était pas classé.